# Evangelische Zinzendorfschulen Herrnhut
Die Evangelischen Zinzendorfschulen Herrnhut umfassen ein Gymnasium und eine Oberschule in Herrnhut im sächsischen Landkreis Görlitz. Beide stehen unter der Trägerschaft der Schulstiftung der Evangelischen Brüder-Unität (Herrnhuter Brüdergemeine) und sind staatlich anerkannte Ersatzschulen.

## Geschichte
Am Standort der Zinzendorfschulen befand sich seit den 1970er Jahren eine Polytechnische Oberschule (POS). Das Gymnasium nahm zum Schuljahr 2005/06 den Schulbetrieb auf, die Oberschule zum Schuljahr 2016/17.

## Standort und Architektur
Das Herrnhuter Stadtzentrums wurde zum Ende des Zweiten Weltkriegs stark zerstört. In den 1970er Jahren wurden auf drei Ruinen-Grundstücken am Zinzendorfplatz ein Typenschulbau mit Turnhalle errichtet. Das alte Schulhaus war vom Typ „Dresden Atrium“, dabei waren zwei Riegel mit drei Verbindungsgängen verbunden. Mit wachsender Schülerzahl war die Kapazität des Altbaus erreicht. Eine energetische Sanierung bei gleichzeitiger Anpassung an das aus Gründen des Denkmalschutzes im Umkreis des Zinzendorfplatzes gewünschte barocke Erscheinungsbild war nicht möglich. Entsprechend wurde das alte Gebäude abgerissen und durch einen 2019 fertiggestellten Neubau ersetzt. Der Neubau wurde 2020 vom Verein Stadtbild Deutschland e.V. zum „Gebäude des Jahres“ ernannt, womit der sich harmonisch in den vorhandenen Baubestand einfügende Entwurf gewürdigt wurde.

## Schulprofil
Zu den Besonderheiten gehört das Angebot von Tschechisch als zweiter Fremdsprache (neben Latein) sowie der Fächer „Wirtschaftsethik & Diakonie“ sowie „Welt der Sinne“ in den Klassen 8–10.